# (4476) Bernstein
(4476) Bernstein (1983 DE) – planetoida z grupy pasa głównego asteroid okrążająca Słońce w ciągu 3,68 lat w średniej odległości 2,38 j.a. Odkryta 19 lutego 1983 roku.